# Többszörös olasz bajnok labdarúgók listája
Ez a lista tartalmazza azokat a labdarúgókat, akik legalább kétszer megnyerték az olasz labdarúgó-bajnokság első osztályát. Az egy bajnoki címmel rendelkező játékosok nem szerepelnek a listában.
A félkövérrel jelzett játékosok jelenleg is aktívak.

## 8 bajnoki cím
- Virginio Rosetta (Pro Vercelli 1920/21, 1921/22; Juventus 1925/26, 1930/31, 1931/32, 1932/33, 1933/34, 1934/35);
- Giovanni Ferrari (Juventus 1930/31, 1931/32, 1932/33, 1933/34, 1934/35; Ambrosiana-Inter 1937/38, 1939/40; Bologna 1940/41);
- Giuseppe Furino (Juventus 1971/72, 1972/73, 1974/75, 1976/77, 1977/78, 1980/81, 1981/82, 1983/84).

## 7 bajnoki cím
- Roberto Bettega (Juventus 1971/72, 1972/73, 1974/75, 1976/77, 1977/78, 1980/81, 1981/82);
- Alessandro Costacurta (Milan 1987/88, 1991/92, 1992/93, 1993/94, 1995/96, 1998/99, 2003/04);
- Ciro Ferrara (Napoli 1986/87, 1989/90; Juventus 1994/95, 1996/97, 1997/98, 2001/02, 2002/03);
- Paolo Maldini (Milan 1987/88, 1991/92, 1992/93, 1993/94, 1995/96, 1998/99, 2003/04);
- Gaetano Scirea (Juventus 1974/75, 1976/77, 1977/78, 1980/81, 1981/82, 1983/84, 1985/86).

## 6 bajnoki cím
- Franco Baresi (II) (Milan 1978/79, 1987/88, 1991/92, 1992/93, 1993/94, 1995/96);
- Franco Causio (Juventus 1971/72, 1972/73, 1974/75, 1976/77, 1977/78, 1980/81);
- Antonello Cuccureddu (Juventus 1971/72, 1972/73, 1974/75, 1976/77, 1977/78, 1980/81);
- Roberto Donadoni (Milan 1987/88, 1991/92, 1992/93, 1993/94, 1995/96, 1998/99);
- Pietro Ferraris (II) (Ambrosiana/Inter 1937/38, 1939/40; Torino 1942/43, 1945/46, 1946/47, 1947/48);
- Guglielmo Gabetto (Juventus 1934/35; Torino 1942/43, 1945/46, 1946/47, 1947/48, 1948/49);
- Claudio Gentile (Juventus 1974/75, 1976/77, 1977/78, 1980/81, 1981/82, 1983/84);
- Dino Zoff (Juventus 1972/73, 1974/75, 1976/77, 1977/78, 1980/81, 1981/82).

## 5 bajnoki cím
- Demetrio Albertini (Milan 1991/92, 1992/93, 1993/94, 1995/96, 1998/99);
- Giampiero Boniperti (Juventus 1949/50, 1951/52, 1957/58, 1959/60, 1960/61);
- Lorenzo Buffon (Milan 1950/51, 1954/55, 1956/57, 1958/59; Inter 1962/63);
- Tarcisio Burgnich (Juventus 1960/61; Inter 1962/63, 1964/65, 1965/66, 1970/71);
- Antonio Cabrini (Juventus 1976/77, 1977/78, 1980/81, 1981/82, 1983/84, 1985/86);
- Umberto Caligaris (Juventus 1930/31, 1931/32, 1932/33, 1933/34, 1934/35);
- Renato Cesarini (Juventus 1930/31, 1931/32, 1932/33, 1933/34, 1934/35);
- Antonio Conte (Juventus 1994/95, 1996/97, 1997/98, 2001/02, 2002/03);
- Alessandro Del Piero (Juventus 1994/95, 1996/97, 1997/98, 2001/02, 2002/03);
- Pietro Fanna (Juventus 1977/78, 1980/81, 1981/82; Hellas Verona 1984/85; Inter 1988/89);
- Filippo Galli (Milan 1987/88, 1991/92, 1992/93, 1993/94, 1995/96);
- Giuseppe Grezar (Torino 1942/43, 1945/46, 1946/47, 1947/48, 1948/49);
- Ezio Loik (Torino 1942/43, 1945/46, 1946/47, 1947/48, 1948/49);
- Valentino Mazzola (Torino 1942/43, 1945/46, 1946/47, 1947/48, 1948/49);
- Francesco Morini (Juventus 1971/72, 1972/73, 1974/75, 1976/77, 1977/78);
- Raimundo Bibian Orsi (Juventus 1930/31, 1931/32, 1932/33, 1933/34, 1934/35);
- Franco Ossola (Torino 1942/43, 1945/46, 1946/47, 1947/48, 1948/49);
- Sebastiano Rossi (Milan 1991/92, 1992/93, 1993/94, 1995/96, 1998/99);
- Sandro Salvadore (Milan 1958/59, 1961/62; Juventus 1966/67, 1971/72, 1972/73);
- Luciano Spinosi (II) (Juventus 1971/72, 1972/73, 1974/75, 1976/77, 1977/78);
- Alessio Tacchinardi (Juventus 1994/95, 1996/97, 1997/98, 2001/02, 2002/03);
- Marco Tardelli (Juventus 1976/77, 1977/78, 1980/81, 1981/82, 1983/84);
- Mauro Tassotti (Milan 1987/88, 1991/92, 1992/93, 1993/94, 1995/96);
- Giovanni Varglien (II) (Juventus 1930/31, 1931/32, 1932/33, 1933/34, 1934/35);
- Mario Varglien (I) (Juventus 1930/31, 1931/32, 1932/33, 1933/34, 1934/35).

## 4 bajnoki cím
- José Altafini (Milan 1958/59, 1961/62; Juventus 1972/73, 1974/75);
- Miguel Andreolo (Bologna 1935/36, 1936/37, 1938/39, 1940/41);
- Valerio Bacigalupo (Torino 1945/46, 1946/47, 1947/48, 1948/49);
- Aldo Ballarin (I) (Torino 1945/46, 1946/47, 1947/48, 1948/49);
- Luigi Bertolini (Juventus 1931/32, 1932/33, 1933/34, 1934/35);
- Zvonimir Boban (Milan 1992/93, 1993/94, 1995/96, 1998/99);
- Sergio Brio (Juventus 1980/81, 1981/82, 1983/84, 1985/86);
- Fabio Capello (Juventus 1971/72, 1972/73, 1974/75; Milan 1978/79);
- Eusebio Castigliano (Torino 1945/46, 1946/47, 1947/48, 1948/49);
- Gianpiero Combi (Juventus 1930/31, 1931/32, 1932/33, 1933/34);
- Giordano Corsi (Bologna 1935/36, 1936/37, 1938/39, 1940/41);
- Mario Corso (Inter 1962/63, 1964/65, 1965/66, 1970/71);
- Fernando De Napoli (Napoli 1986/87, 1989/90; Milan 1992/93, 1993/94);
- Giacinto Facchetti (Inter 1962/63, 1964/65, 1965/66, 1970/71);
- Pietro Ferrero (Juventus 1930/31, 1931/32, 1932/33, 1933/34);
- Dino Fiorini (Bologna 1935/36, 1936/37, 1938/39, 1940/41);
- Sergio Gori (Inter 1964/65, 1965/66; Cagliari 1969/70; Juventus 1976/77);
- Mark Iuliano (Juventus 1996/97, 1997/98, 2001/02, 2002/03);
- Jair da Costa (Inter 1962/63, 1964/65, 1965/66, 1970/71);
- Nils Liedholm (Milan 1950/51, 1954/55, 1956/57, 1958/59);
- Bruno Maini (Bologna 1935/36, 1936/37, 1938/39, 1940/41);
- Cesare Maldini (Milan 1954/55, 1956/57, 1958/59, 1961/62);
- Virgilio Maroso (Torino 1945/46, 1946/47, 1947/48, 1948/49);
- Daniele Massaro (Milan 1987/88, 1991/92, 1992/93, 1993/94);
- Sandro Mazzola (I) (Inter 1962/63, 1964/65, 1965/66, 1970/71);
- Romeo Menti (II) (Torino 1942/43, 1946/47, 1947/48, 1948/49);
- Paolo Iglesias Montero (Juventus 1996/97, 1997/98, 2001/02, 2002/03);
- Mario Montesanto (Bologna 1935/36, 1936/37, 1938/39, 1940/41);
- Luisito Monti (Juventus 1931/32, 1932/33, 1933/34, 1934/35);
- Gianluca Pessotto (Juventus 1996/97, 1997/98, 2001/02, 2002/03);
- Carlo Reguzzoni (Bologna 1935/36, 1936/37, 1938/39, 1940/41);
- Mario Rigamonti (Torino 1945/46, 1946/47, 1947/48, 1948/49);
- Raffaele Sansone (Bologna 1935/36, 1936/37, 1938/39, 1940/41);
- Aldo Serena (Juventus 1985/86; Inter 1988/89; Milan 1991/92, 1992/93);
- Marco Simone (Milan 1991/92, 1992/93, 1993/94, 1995/96);
- Gino Stacchini (Juventus 1957/58, 1959/60, 1960/61, 1966/67);
- / Dejan Stanković (Lazio 1999/2000; Inter 2005/06, 2006/07, 2007/08);
- Walter Adrián Samuel (Roma 2000/01; Inter 2005/06, 2006/2007, 2007/08);
- Francesco Zagatti (Milan 1954/55, 1956/57, 1958/59, 1961/62).

## 3 bajnoki cím
- Adriano Leite Ribeiro (Inter 2005/06, 2006/07, 2007/08);
- Massimo Ambrosini (Milan 1995/96, 1998/99, 2003/04);
- Nicola Amoruso (Juventus 1996/97, 1997/98, 2001/02);
- Pietro Anastasi (Juventus 1971/72, 1972/73, 1974/75);
- Carlo Ancelotti (Roma 1982/83; Milan 1987/88, 1991/92);
- Francesco Antonioli (Milan 1991/92, 1992/93; Roma 2000/01);
- Marco van Basten (Milan 1987/88, 1991/92, 1992/93);
- Gianfranco Bedin (Inter 1964/65, 1965/66, 1970/71);
- Eros Beraldo (Milan 1954/55, 1956/57, 1958/59);
- Amedeo Biavati (Bologna 1936/37, 1938/39, 1940/41);
- Alessandro Birindelli (Juventus 1997/98, 2001/02, 2002/03);
- Massimo Bonini (Juventus 1981/82, 1983/84, 1985/86);
- Roberto Boninsegna (Inter 1970/71; Juventus 1976/77, 1977/78);
- Nicolás Burdisso (Inter 2005/06, 2006/07, 2007/08);
- Felice Placido Borel (II) (Juventus 1932/33, 1933/34, 1934/35);
- Esteban Matias Cambiasso (Inter 2005/06, 2006/07, 2007/08);
- Ernesto Càstano (Juventus 1959/60, 1960/61, 1966/67);
- Filippo Cavalli (Torino 1942/43; Juventus 1949/50, 1951/52);
- Sergio Cervato (Fiorentina 1955/56; Juventus 1959/60, 1960/61);
- Júlio César (Inter 2005/06, 2006/07, 2007/08);
- John Charles (Juventus 1957/58, 1959/60, 1960/61);
- Umberto Colombo (Juventus 1957/58, 1959/60, 1960/61);
- Iván Córdoba (Inter 2005/06, 2006/07, 2007/08);
- Julio Ricardo Cruz (Inter 2005/06, 2006/07, 2007/08);
- Giancarlo Danova (Milan 1958/59, 1961/62; Fiorentina 1968/69);
- Edgar Davids (Juventus 1997/98, 2001/02, 2002/03);
- Didier Deschamps (Juventus 1994/95, 1996/97, 1997/98);
- Angelo Di Livio (Juventus 1994/95, 1996/97, 1997/98);
- Angelo Domenghini (Inter 1964/65, 1965/66; Cagliari 1969/70);
- Aldo Donati (Bologna 1935/36, 1936/37; Roma 1941/42);
- Flavio Emoli (Juventus 1957/58, 1959/60, 1960/61);
- Stefano Eranio (Milan 1992/93, 1993/94, 1995/96);
- Alberigo Evani (Milan 1987/88, 1991/92, 1992/93);
- Francisco Fedullo (Bologna 1935/36, 1936/37, 1938/39);
- Pietro Ferrari (Bologna 1936/37, 1938/39, 1940/41);
- Luis Figo (Inter 2005/06, 2006/07, 2007/08);
- Alfio Fontana (Milan 1954/55, 1956/57, 1958/59);
- Giuseppe Galderisi (Juventus 1980/81, 1981/82; Verona 1984/85);
- Giorgio Ghezzi (Inter 1952/53, 1953/54; Milan 1961/62);
- Aristide Guarneri (Inter 1962/63, 1964/65, 1965/66);
- Ruud Gullit (Milan 1987/88, 1991/92, 1992/93);
- Helmut Haller (Bologna 1963/64; Juventus 1971/72, 1972/73);
- Gianluigi Lentini (Milan 1992/93, 1993/94, 1995/96);
- Gianfranco Leoncini (Juventus 1959/60, 1960/61, 1966/67);
- Attilio Lombardo (Sampdoria 1990/91; Juventus 1996/97; Lazio 1999/2000);
- Silvio Longobucco (Juventus 1971/72, 1972/73, 1974/75);
- Saul Malatrasi (Inter 1964/65, 1965/66; Milan 1967/68);
- Danilo Martelli (Torino 1946/47, 1947/48, 1948/49);
- Marco Materazzi (Inter 2005/06, 2006/07, 2007/08);
- Carlo Mattrel (Juventus 1957/58, 1959/60, 1960/61);
- Bruno Mazza (Inter 1952/53, 1953/54; Fiorentina 1955/56);
- Federico Munerati (Juventus 1930/31, 1931/32, 1932/33);
- Pavel Nedvěd (Lazio 1999/2000; Juventus 2001/02, 2002/03);
- Bruno Nicolè (Juventus 1957/58, 1959/60, 1960/61);
- Paolo Orlandoni (Inter 2005/06, 2006/07, 2007/08);
- Mario Pagotto (Bologna 1936/37, 1938/39, 1940/41);
- Angelo Peruzzi (Juventus 1994/95, 1996/97, 1997/98);
- Armando Picchi (Inter 1962/63, 1964/65, 1965/66);
- Claudio Cesare Prandelli (Juventus 1980/81, 1981/82, 1983/84);
- Luigi Radice (Milan 1956/57, 1958/59, 1961/62);
- Michelangelo Rampulla (Juventus 1994/95, 1996/97, 1997/98);
- Gianni Rivera (Milan 1961/62, 1967/68, 1978/79);
- José Marcelo Salas Melinao (Lazio 1999/2000; Juventus 2001/02, 2002/03);
- Benito Sarti (Juventus 1959/60, 1960/61, 1966/67);
- Giuliano Sarti (Fiorentina 1955/56; Inter 1964/65, 1965/66);
- Dejan Savićević (Milan 1992/93, 1993/94, 1995/96);
- Juan Alberto Schiaffino (Milan 1954/55, 1956/57, 1958/59);
- Enrique Omar Sivori (Juventus 1957/58, 1959/60, 1960/61);
- Santiago Solari (Inter 2005/06, 2006/07, 2007/08);
- Luis Suarez (Inter 1962/63, 1964/65, 1965/66);
- Francesco Toldo (Inter 2005/06, 2006/07, 2007/08);
- Moreno Torricelli (Juventus 1994/95, 1996/97, 1997/98);
- Giovanni Vecchina (Juventus 1930/31, 1931/32, 1932/33);
- Patrick Vieira (Milan 1995/96, Inter 2006/07, 2007/08);
- Giovanni Viola (Juventus 1949/50, 1951/52, 1957/58);
- Pietro Paolo Virdis (Juventus 1977/78, 1981/82; Milan 1987/88);
- Marcelo Danubio Zalayeta (Juventus 1997/98, 2001/02, 2002/03).
- Javier Zanetti (Inter 2005/06, 2006/07, 2007/08);

## 2 bajnoki cím
- Christian Abbiati (Milan 1998/99, 2003/04);
- Enrico Albertosi (Cagliari 1969/70; Milan 1978/79);
- Piero Andreoli (Bologna 1938/39, 1940/41);
- Marco Andreolli (Inter 2005/06, 2006/07);
- Gino Armano (Inter 1952/53, 1953/54);
- Roberto Baggio (I) (Juventus 1994/95; Milan 1995/96);
- Giuseppe Ballerio (Ambrosiana/Inter 1937/38, 1939/40);
- Giuseppe Baresi (I) (Inter 1979/80, 1988/89);
- Gastone Bean (Milan 1956/57, 1958/59);
- Romeo Benetti (Juventus 1976/77, 1977/78);
- Mario Bergamaschi (Milan 1954/55, 1956/57);
- Alberto Bertuccelli (Juventus 1949/50, 1951/52);
- Tebaldo Bigliardi (Napoli 1986/87, 1989/90);
- Romolo Bizzotto (Juventus 1949/50, 1951/52);
- Ivano Blason (Inter 1952/53, 1953/54);
- Alfredo Bodoira (Juventus 1930/31; Torino 1942/43);
- Alen Bokšić (Juventus 1996/97; Lazio 1999/2000);
- Ivano Bonetti (II) (Juventus 1985/86; Sampdoria 1990/91);
- Ivano Bordon (Inter 1970/71, 1979/80);
- William Brady (Juventus 1980/81, 1981/82);
- Sergio Brighenti (II) (Inter 1952/53, 1953/54);
- Pietro Broccini (Inter 1952/53, 1953/54);
- Gianluigi Buffon (Juventus 2001/02, 2002/03);
- Ottavio Bugatti (Inter 1962/63, 1964/65);
- Carmelo Buonocore (Ambrosiana/Inter 1937/38, 1939/40);
- Sebastiano Buzzin (Inter 1952/53, 1953/54);
- Marcos Evangelista de Moraes Cafu (Roma 2000/01; Milan 2003/04);
- Aldo Campatelli (Ambrosiana/Inter 1937/38, 1939/40);
- Francesco Canella (Inter 1964/65, 1965/66);
- Nicola Caricola (II) (Juventus 1983/84, 1985/86);
- Andrea Carnevale (I) (Napoli 1986/87, 1989/90);
- Carlo Ceresoli (Bologna 1936/37, 1938/39);
- Aparecido César (Inter 2005/06, 2007/08);
- Hernán Crespo (Inter 2006/07, 2007/08);
- Francesco Coco (Milan 1995/96, 1998/99);
- Giuseppe Corradi (Juventus 1951/52, 1957/58);
- Giorgio Dellagiovanna (Inter 1962/63, 1964/65);
- Teobaldo Depetrini (Juventus 1933/34, 1934/35);
- Marcel Desailly (Milan 1993/94, 1995/96);
- Raffaele Di Fusco (Napoli 1986/87, 1989/90);
- Olivier Dacourt (Inter  2006/07, 2007/08);
- Dimas (Juventus 1996/97, 1997/98);
- Mario Facco (Inter 1965/66; Lazio 1973/74);
- Osvaldo Fattori (Inter 1952/53, 1953/54);
- Giuseppe Favalli (Lazio 1999/2000; Inter 2005/06);
- Rino Ferrario (Juventus 1951/52, 1957/58);
- Annibale Frossi (Ambrosiana/Inter 1937/38, 1939/40);
- Mario Frustalupi (Inter 1970/71; Lazio 1973/74);
- Luca Danìlo Fusi (Napoli 1989/90; Juventus 1994/95);
- Carlo Galli (Milan 1956/57, 1958/59);
- Enzo Gambaro (Milan 1991/92, 1992/93);
- Claudio Garella (Verona 1984/85; Napoli 1986/87);
- Bruno Garzena (Juventus 1957/58, 1959/60);
- Felice Gasperi (Bologna 1935/36, 1936/37);
- Giovanni Giacomazzi (Inter 1952/53, 1953/54);
- Attilio Giovannini (Inter 1952/53, 1953/54);
- John Hansen (Juventus 1949/50, 1951/52);
- Zlatan Ibrahimović (Inter  2006/07, 2007/08);
- Filippo Inzaghi (I) (Juventus 1997/98; Milan 2003/04);
- Spartaco Landini (II) (Inter 1964/65, 1965/66);
- Ugo Locatelli (Ambrosiana/Inter 1937/38, 1939/40);
- Giovanni Lodetti (Milan 1961/62, 1967/68);
- Severino Lojodice (Juventus 1959/60, 1960/61);
- Benito Lorenzi (Inter  1952/53, 1953/54);
- Maicon (Inter  2006/07, 2007/08);
- Aldo Maldera (III) (Milan 1978/79; Roma 1982/83);
- Eraldo Mancin (Fiorentina 1968/69; Cagliari 1969/70);
- Roberto Mancini (Sampdoria 1990/91; Lazio 1999/2000);
- Sergio Manente (Juventus 1949/50, 1951/52);
- Diego Armando Maradona (Napoli 1986/87, 1989/90);
- Aurelio Marchese (Bologna 1938/39, 1940/41);
- Gian Pietro Marchetti (Juventus 1971/72, 1972/73);
- Giacomo Mari (Juventus 1949/50, 1951/52);
- Amos Mariani (Juventus 1949/50; Milan 1956/57);
- Maxwell (Inter 2006/07, 2007/08);
- Domenico Marocchino (Juventus 1980/81, 1981/82);
- Massimo Mauro (II) (Juventus 1985/86; Napoli 1989/90);
- Giuseppe Meazza (Ambrosiana/Inter 1929/30, 1937/38);
- Ezio Meneghello (Ambrosiana/Inter 1937/38, 1939/40);
- Siniša Mihajlović (Lazio 1999/2000; Inter 2005/06);
- Antonio Montico (Juventus 1957/58, 1959/60);
- Bruno Mora (Juventus 1960/61; Milan 1967/68);
- Roberto Mozzini (Torino 1975/76; Inter 1979/80);
- Ermes Muccinelli (Juventus 1949/50, 1951/52);
- Stefano Nava (Milan 1992/93, 1993/94);
- Maino Neri (Inter 1952/53, 1953/54);
- Alessandro Nesta (Lazio 1999/2000; Milan 2003/04);
- Fulvio Nesti (Inter  1952/53, 1953/54);
- Gunnar Nordahl (III) (Milan 1950/51, 1954/55);
- Nyers István (Inter  1952/53, 1953/54);
- Renato Olmi (Ambrosiana/Inter 1937/38, 1939/40);
- Gabriele Oriali (Inter 1970/71, 1979/80);
- Alessandro Orlando (Milan 1993/94; Juventus 1994/95);
- Carlo Osti (Juventus 1980/81, 1981/82);
- Michele Padovano (Juventus 1996/97, 1997/98);
- Bruno Padulazzi (Inter 1952/53, 1953/54);
- Giuseppe Pancaro (Lazio 1999/2000; Milan 2003/04);
- Christian Panucci (Milan 1993/94, 1995/96);
- Jean-Pierre Papin (Milan 1992/93, 1993/94);
- Carlo Parola (Juventus 1949/50, 1951/52);
- Joaquín Peiró (Inter 1964/65, 1965/66);
- Giuseppe Peruchetti (Ambrosiana/Inter 1937/38, 1939/40);
- Sergio Piacentini (Torino 1942/43, 1945/46);
- Alberto Piccinini (Juventus 1949/50, 1951/52);
- Michel Platini (Juventus 1983/84, 1985/86);
- Sergio Porrini (Juventus 1994/95, 1996/97);
- Carl Aage Andersen Præst (Juventus 1949/50, 1951/52);
- Hector Puricelli (Bologna 1938/39, 1940/41);
- Fabrizio Ravanelli (Juventus 1994/95; Lazio 1999/2000);
- Álvaro Recoba (Inter 2005/06, 2006/07);
- Alessandro Renica (Napoli 1986/87, 1989/90);
- Secondo Ricci (Bologna 1938/39, 1940/41);
- Frank Rijkaard (Milan 1991/92, 1992/93);
- Francesco Rosetta (Torino 1946/47; Fiorentina 1955/56);
- Paolo Rossi (Juventus 1981/82, 1983/84);
- Gianluigi Savoldi (II) (Juventus 1971/72, 1972/73);
- Ermanno Scaramuzzi (Juventus 1949/50, 1951/52);
- Angelo Schiavio (Bologna 1935/36, 1936/37);
- Pietro Serantoni (Ambrosiana/Inter 1929/30; Juventus 1934/35);
- Pedro Sernagiotto (Juventus 1932/33, 1933/34);
- Duilio Setti (Ambrosiana/Inter 1937/38, 1939/40);
- Arturo Silvestri (Milan 1950/51, 1954/55);
- Lennart Skoglund (Inter 1952/53, 1953/54);
- Narciso Soldan (Milan 1956/57, 1958/59);
- Giorgio Stivanello (Juventus 1957/58, 1959/60);
- Franco Superchi (Fiorentina 1968/69; Roma 1982/83);
- Stefano Tacconi (Juventus 1983/84, 1985/86);
- Carlo Tagnin (Inter 1962/63, 1964/65);
- Roberto Tavola (Juventus 1981/82, 1983/84);
- Lilian Thuram (Juventus 2001/02, 2002/03);
- Sauro Tomà (Torino 1947/48, 1948/49);
- Riccardo Toros (Milan 1954/55; Fiorentina 1955/56);
- Giovanni Trapattoni (Milan 1961/62, 1967/68);
- David Trézéguet (Juventus 2001/02, 2002/03);
- Igor Tudor (Juventus 2001/02, 2002/03);
- Cesare Valinasso (Juventus 1933/34, 1934/35);
- Giuseppe Vavassori (Juventus 1959/60, 1960/61);
- Juan Sebastián Verón (Lazio 1999/2000; Inter 2005/06);
- Vinicio Verza (Juventus 1977/78, 1980/81);
- Gianluca Vialli (Sampdoria 1990/91; Juventus 1994/95);
- Albano Vicariotto (Milan 1950/51, 1954/55);
- Pietro Vierchowod (Roma 1982/83; Sampdoria 1990/91);
- Fernando Viola (Juventus 1971/72, 1974/75);
- Pasquale Vivolo (Juventus 1949/50, 1951/52);
- George Weah (Milan 1995/96, 1998/99);
- Gianluca Zambrotta (Juventus 2001/02, 2002/03);
- Cristiano Zanetti (Roma 2000/01; Inter 2005/06);
- Cristian Zenoni (I) (Juventus 2001/02, 2002/03);
- Zinédine Zidane (Juventus 1996/97, 1997/98).